# Qinling

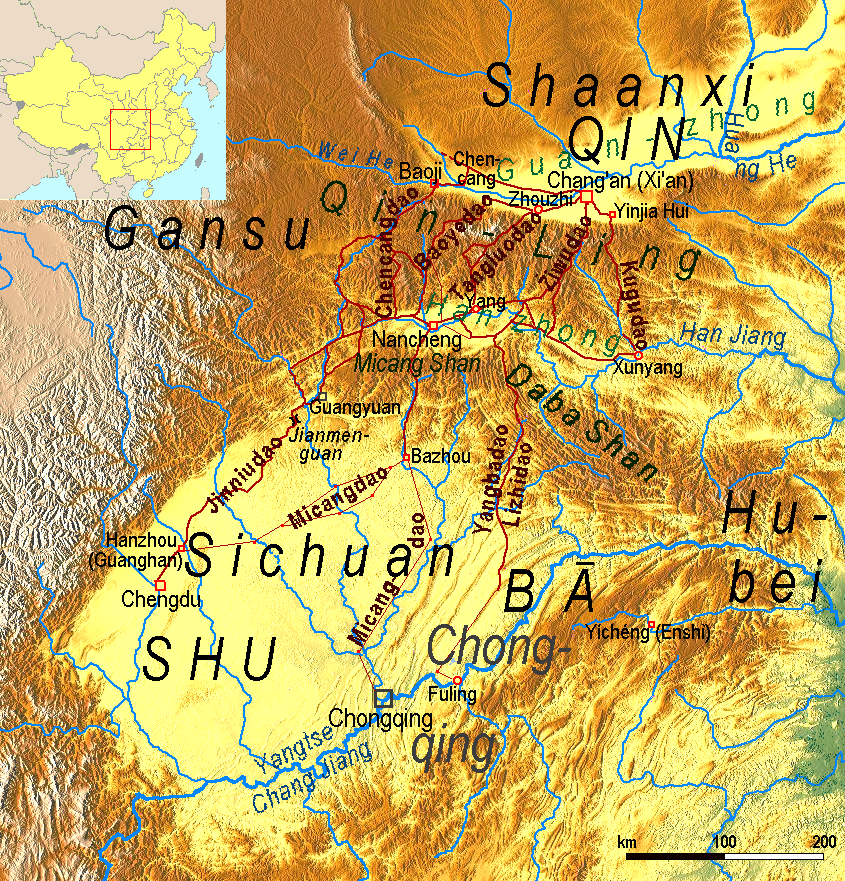
Vedere detaliată a diferitelor lanțuri de munți și treceri între provinciile Shaanxi și Sichuan.

Qinling (秦岭) sau Munții Qin, cunoscuți anterior ca Nanshan („Munții de Sud”) și uneori numiți „Alpii Szechuan”, reprezintă un lanț montan major din sudul provinciei Shaanxi, China. Munții marchează cumpăna apelor dintre bazinele hidrografice ale râurilor Yangtze și Galben, oferind o graniță naturală între nordul și sudul Chinei și susțin o mare varietate de plante și animale sălbatice, dintre care unele nu se găsesc nicăieri altundeva pe Pământ.
La nord este o vale dens populată a râului Wei, un centru antic al civilizației chineze. La sud se află valea râului Han. La vest se află linia montană de-a lungul marginii de nord a Platoului Tibet. La est se află Munții Funiu inferiori și Dabie Shan care se ridică din câmpia de coastă.
Partea nordică a zonei este predispusă la vreme caldă, cu toate acestea, bariera fizică a munților înseamnă că terenul din nord are un climat semi-arid, cu lipsa unui peisaj bogat și fertil care nu poate susține o bogăție de animale sălbatice. Munții au acționat și ca o apărare naturală împotriva invaziilor nomade din nord, deoarece doar patru trecători traversează munții. La sfârșitul anilor 1990, un tunel feroviar și o spirală feroviară au fost finalizate, facilitând astfel deplasarea în zonă.
Cel mai înalt munte din zonă este Muntele Taibai, cu 3.767 m, care se află la aproximativ 100 km vest de vechea capitală chineză Xi'an. Trei vârfuri semnificative din punct de vedere cultural din zonă sunt Muntele Hua (2.155 m), Muntele Li (1.302 m) și Muntele Maiji (1.742 m).

## Mediu, floră și faună
Mediul Munților Qin reprezintă o ecoregiune de pădure de foioase.
Munții Qin formează bazinul hidrografic dintre bazinul fluviului Galben din nordul Chinei, care a găzduit în mod istoric păduri de foioase și bazinul râului Yangzi din sudul Chinei, care are ierni mai blânde și mai multe precipitații și, în mod istoric, a găzduit păduri cu frunze late, verzi și temperate.
Pădurile de la poale (cu înălțime mică) sunt dominate de foioase temperate cum ar fi stejarii (Quercus acutissima, Q. variabilis), ulmul (Ulmus spp), nucul comun (Juglans regia), arțarul (Acer spp), frasinul (Fraxinus spp)  și Celtis spp. Speciile veșnic verzi ale acestor păduri cu înălțime mică includ Castanopsis cu frunze late (Castanopsis sclerophylla), stejari Quercus glauca și conifere precum Pinus massoniana.
La înălțime medie, conifere precum Pinus armandii sunt amestecate cu arbori ca mesteacăn cu frunze late (Betula spp) stejar (Quercus spp) și carpen (Carpinus spp.). De la 2.600 la 3.000 de metri înălțime, aceste păduri de înălțime medie cedează locul unei păduri subalpine de brad (Abies fargesii, A. chensiensis), Cunninghamia și mesteacăn (Betula spp.), cu rododendron (trandafir de munte, Rhododendron fastigiatum) abundent în subarboret.
Regiunea găzduiește un număr mare de plante rare, dintre care aproximativ 3.000 au fost documentate până acum. Speciile de plante și arbori originari din regiune includ Ginkgo, considerat a fi una dintre cele mai vechi specii de copaci din lume, precum și pinul Huashan sau Armand (Pinus armandii), Huashan shen (Physochlaina infundibularis), Acer miaotaiense și bradul chinezesc.  Recoltarea lemnului a atins apogeul în secolul al XVIII-lea în Munții Qinling.
Este casa ursului panda Qinling, o sub-specie a ursului panda mare, care este protejată în regiune cu ajutorul rezervațiilor naturale Changqing și Foping, între 250 și 280 panda mari trăiesc în regiune, care se estimează că reprezintă aproximativ o cincime din întreaga populație de panda mare sălbatic. Munții găzduiesc, de asemenea, takinul auriu, fazanul auriu, maimuța aurie cu nasul cârn (Rhinopithecus roxellana), tragopanul lui Temminck (Tragopan temminckii), ibisul crestat, acvila aurie de munte, pescărușul cu gâtul negru (Calliope obscura) și leopardul de copac.
Salamandra gigantică chineză (Andrias davidianus), cu 1,8 m este cel mai mare amfibian din lume, aceasta este în pericol de dispariție, deoarece este capturată pentru hrană și pentru utilizare în medicina tradițională chineză. Ea este complet acvatică. Un program de educație ecologică este derulat pentru a încuraja gestionarea durabilă a populațiilor sălbatice din Munții Qin și au fost înființate programe de creștere în captivitate a animalelor.

## Vezi și
- Listă de munți din China